# Port lotniczy Kihnu
Port lotniczy Kihnu – lotnisko znajdujące się na wyspie Kihnu, we wsi Saareküla (Estonia). Obsługuje połączenia krajowe.